# Dominique Johnson (Basketballspieler, 1987)
Dominique Johnson (* 9. Juni 1987 in Detroit, Michigan) ist ein US-amerikanischer Basketballspieler. Nach Studium in seinem Heimatland versuchte sich Johnson zunächst als Profi in der NBA Development League, bevor er 2013 nach Europa wechselte. Mit Śląsk Breslau gewann Johnson 2014 den polnischen Pokalwettbewerb und spielte anschließend noch in Israel, der Türkei sowie kurzzeitig in der Basketball-Bundesliga 2016/17 auch für den deutschen Verein Alba Berlin. Aus Deutschland wechselte Johnson nach Italien, wo er zunächst für den Altmeister aus Varese spielte, bevor zu Beginn der Saison 2017/18 zum italienischen Meister Reyer Venezia wechselte.

## Karriere
Johnson wuchs als jüngstes Kind einer Großfamilie heran und machte seinen Schulabschluss an der Osborn High im gleichnamigen Stadtbezirk in der „East Side“ seiner Geburtsstadt. Anschließend mangelte es ihm an Angeboten für ein Sportstipendium eines vollwertigen College’ und er begann ein Studium am Southwestern Tennessee Community College in Memphis (Tennessee). Dieses Community College verfügt über eine vergleichsweise ambitionierte und erfolgreiche College-Basketballmannschaft mit der Bezeichnung Saluqis, die in der TJCCAA oder Region VII der National Junior Collegiate Athletic Association (NJCAA) spielen. Johnson konnte bereits mit einer hohen Trefferquote von jenseits der Dreipunktelinie aufwarten und erreichte in seinem zweiten Jahr 2008 die Auszeichnung als „Player of the Year“ seiner Junior Conference und eine Berufung ins „2nd Team All-American“ der NJCAA. Zum weiterführenden Studium ging Johnson dann jedoch an die Azusa Pacific University im gleichnamigen Ort Azusa in Kalifornien. Deren Hochschulmannschaften Cougars spielten damals in der Golden State Athletic Conference (GSAC) der NAIA, was im Normalfall nicht ambitioniert genug ist für einen Spieler, der eine professionelle Karriere anstrebt. Innerhalb der NAIA konnte Johnson jedoch voll überzeugen und gewann mit seiner Mannschaft zweimal die Meisterschaft der Conference und wurde jeweils unter die besten Spieler seiner Conference als All-GSAC gewählt. In der landesweiten NAIA-Endrunde verloren die Cougars 2009 ihr Auftaktspiel, doch ein Jahr später zogen die Cougars mit Johnson als Topscorer nach 2005 zum zweiten Mal in ihrer Geschichte in das NAIA-Finalspiel ein, das jedoch nach einer Halbzeitführung mit einem Punkt Unterschied unter dramatischen Umständen 83:84 gegen die Bison der Oklahoma Baptist University verloren wurde. Eine Berufung in das „All-American First Team“ der NAIA 2010 half Johnson aber dabei, zumindest in der dritten Runde des Entry Drafts 2010 der „Minor League“ NBA Development League (D-League) von den Idaho Stampede ausgewählt zu werden, nachdem er im NBA-Draft 2010 der weltweit am höchsten dotierten Profiliga NBA trotz zweier „Workouts“ bei den Sacramento Kings nicht berücksichtigt wurde.
Nachdem die Stampede Johnson 2010 nicht in ihren Saisonkader übernahmen, unterschrieb Johnson zu Beginn des Jahres 2011 seinen ersten professionellen Vertrag beim Ligakonkurrenten Legends aus Frisco (Texas), dem Farmteam der Dallas Mavericks. Für die Texas Legends hatte er noch 27 Einsätze in der damaligen Spielzeit, als die Legends die Play-offs der D-League erreichten und in der ersten Runde den Tulsa 66ers unterlagen. Zur folgenden Saison stand Johnson nach dem Lockout noch vor NBA-Saisonbeginn für wenige Tage Mitte Dezember im Kader der Minnesota Timberwolves, bevor er weitere 45 Einsätze in der D-League für die Texas Legends hatte, die jedoch mit der gleichen Saisonbilanz wie im Vorjahr die Play-offs diesmal verpassten. Zum Trainingsbeginn der Saisonvorbereitung der NBA 2012/13 holten die Sacramento Kings Johnson erneut in ihren erweiterten Kader, bevor Johnson Anfang November wiederum zu den Legends zurückkehrte, die ihn jedoch in einem Spielertausch an den Konkurrenten Santa Cruz Warriors abgaben. Nachdem die Warriors diesen jedoch ohne Einsatz aus seinem Vertrag entließen, war Johnson frei, wenige Tage später Anfang Dezember einen Vertrag bei den Charge, dem Farmteam der Cleveland Cavaliers, aus Canton (Ohio) zu unterschreiben. Bei den Charge sanken jedoch Johnsons Einsatzzeiten und seine Punktausbeute von zuvor mehr als zwölf Punkten pro Spiel auf unter zehn Punkte pro Spiel in der D-League. Schließlich entließen die Charge Johnson noch Mitte März 2013 aus seinem Vertrag, der anschließend noch einen Einsatz für die Skyforce aus Sioux Falls hatte, die ihn aber nach einer Woche ebenfalls aus seinen Verpflichtungen entließen.

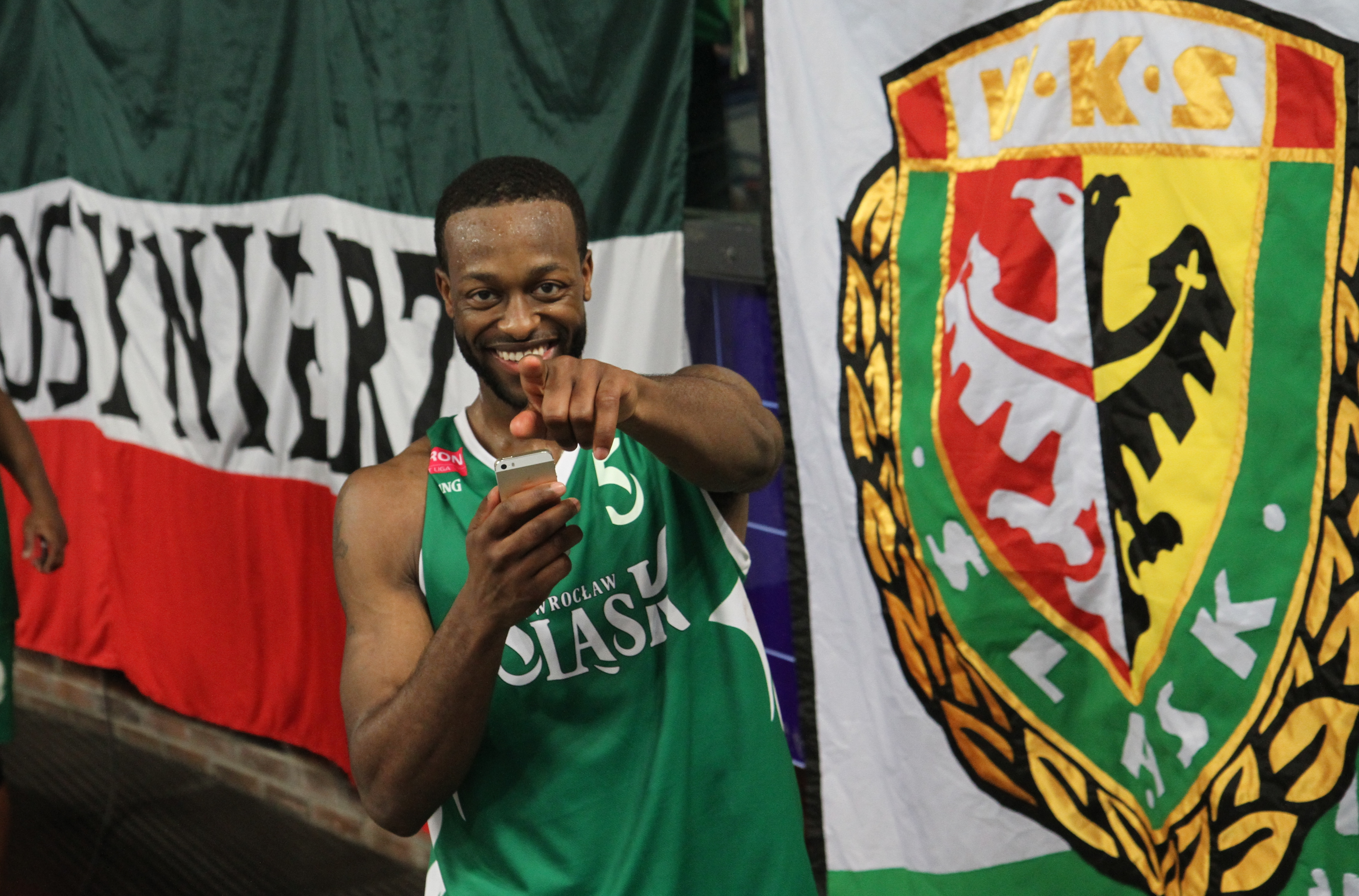
Johnson 2014 als polnischer Pokalgewinner / fotografiert von Andrzej Romański für Tauron Basket Liga

Nachdem Johnsons Bemühungen um einen Vertrag in der lukrativen NBA in immer kürzeren Engagements in der wenig lukrativen D-League resultierten, entschloss er sich zur Saison 2013/14 zu einem Wechsel nach „Übersee“ und bekam einen Vertrag in Europa beim polnischen Rekordmeister Śląsk aus Breslau. Dieser war gerade erst wieder in die höchste Spielklasse Tauron Basket Liga zurückgekehrt und erreichte mit Johnson nach dem Wiederaufstieg den neunten Platz, womit man die Play-offs um den Meisterschaftstitel knapp verpasste. Den Titelgewinn im polnischen Pokalwettbewerb hatte man sich jedoch etwas überraschend mit 90:87 im Finalspiel gegen den späteren Meister Turów Zgorzelec zuvor gesichert. In der folgenden Saison wechselte Johnson zum Ligakonkurrenten Siarka Jezoro aus Tarnobrzeg. Johnson konnte seine Punktausbeute auf 23 Punkte pro Spiel beinahe verdoppeln und verbesserte insbesondere seine Trefferquote von jenseits der Dreipunktelinie von 35 % auf für einen professionellen Wettbewerb außergewöhnlich gute über 50 %. Trotzdem rutschte der Vorjahreselfte ans Tabellenende und Johnson wechselte noch vor Saisonende im Februar 2015 in die israelische Ligat ha’Al zu Maccabi aus Rischon LeZion, bevor Siarka schließlich als Tabellenletzter am Saisonende absteigen musste. In Israel erreichte Johnsons Mannschaft mit einer positiven Saisonbilanz auf dem sechsten Platz die Play-offs, in denen man in der ersten Runde den Dritten Hapoel Holon bezwingen konnte, der mit gleicher Saisonbilanz nur wegen des direkten Vergleichs zwischen mehreren Mannschaften vor Rischon LeZion platziert war. Im Halbfinale blieb Johnsons Mannschaft aus Rischon LeZion jedoch sieglos gegen den späteren Titelgewinner Hapoel Jerusalem. Anschließend verließ Johnson Israel und Rischon LeZion wieder, deren Mannschaft in der anschließenden Saison Titelverteidiger Hapoel im Finalspiel bezwangen und erstmals den Meisterschaftstitel gewannen. 
In der Saison 2015/16 spielte Johnson statt in Israel in der türkischen Basketbol Süper Ligi bei Banvit BK aus Bandırma an der Südküste des Marmarameeres. Hinter vier Istanbuler Klubs von der Nordküste des Gewässers erreichte Banvit wie in der Vorsaison auf dem fünften Platz die Play-offs um die türkische Meisterschaft. In der Best-of-Three-Serie im Viertelfinale blieb man sieglos gegen Darüşşafaka Doğuş SK. Im internationalen Vereinswettbewerb Eurocup 2015/16 erreichte man in der zweiten Gruppenphase gleichauf mit dem deutschen Vertreter FC Bayern München noch vor ratiopharm Ulm das Achtelfinale, das jedoch gegen den italienischen Rekordmeister EA7 Armani Jeans Mailand verloren ging. Zur folgenden Saison wurde Johnson schließlich von einem weiteren deutschen Klub verpflichtet und spielte zu Beginn der Basketball-Bundesliga 2016/17 für Alba Berlin, die zuvor ihrerseits im Eurocup-Achtelfinale am FC Bayern München gescheitert waren. Im wegen der Konkurrenz zur neu eingeführten Basketball Champions League 2016/17 modifizierten EuroCup 2016/17 erreichte Alba mit Johnson zwar die zweite Gruppenphase, doch Johnson einigte sich mit dem in der nationalen Liga eher mäßig gestarteten deutschen Altmeister nach nur elf Einsätzen in der BBL auf eine vorzeitigen Wechsel nach Italien und wechselte zum früheren Europapokalgewinner aus Varese, die in jener Saison als openjobmetis firmierten. Die Norditaliener schieden in der Premierensaison der Champions League nach nur vier Siegen in 14 Spielen als Vorletzter ihrer Gruppe enttäuschend früh aus und verpassten auch die Play-offs um die italienische Meisterschaft als Tabellenzwölfter der Lega Basket Serie A um mindestens zwei Siege.